# Дагоберт II
Дагоберт II (Dagobert II; 652 — 23 декабря 679) — правивший в 676—679 годах в Австразии король франков из династии Меровингов. Сын Сигиберта III и Химнехильды.
Имя Дагоберт в переводе с франкского означает «Блистающий, как день».

## Биография

### Исторические источники
Бо́льшая часть сведений о Дагоберте II содержится в средневековых агиографических источниках. В том числе, в житии Салаберги сообщается, что в 677 году шла война между королями Теодорихом III и Дагобертом II. О нём упоминается и в хронике одного британского монаха. Также сохранилась грамота, в которой Дагоберт II пожаловал землю Ставлотскому монастырю. Однако ни один франкский хроникёр не упоминал об этом государе.

### Дагоберт в изгнании
Когда Сигиберт умер в 656 году, Дагоберт был совсем ещё ребёнком. Майордом Гримоальд Старший, когда мальчику исполнилось 7 лет (660 или 661 год), постриг его в монахи и отдал его епископу города Пуатье Дидону, который, в свою очередь, отправил его в Ирландию.
Так, своё детство Дагоберт провёл в монастыре Слана близ Дублина, где он получил лучшее образование, чем ему могли бы дать во Франции. В 666 году он женился на кельтской принцессе Матильде; затем покинул Ирландию, поехал в Англию и устроился в Йорке, в королевстве Нортумбрия, где подружился с епископом Уилфридом Йоркским, который стал его советником. В 670 году принцесса Матильда, жена Дагоберта, умерла, дав жизнь их третьей дочери, и Уилфрид, не теряя времени, подыскал некоронованному монарху другую жену, а именно, согласно преданиям, Гизелу Родезскую, дочь графа Родеза Беры и внучку короля вестготов Тульги. В 671 году Дагоберт вернулся на континент и женился на ней.
В апреле—июне 676 года, после убийства короля Хильдерика II, при помощи герцога Вульфоальда, майордома Австразийского, он отправился в Австразию, и был провозглашен королём. Уилфрид, епископ Йоркский, бесспорно, сыграл большую роль в этом событии, также как и святой епископ Амат Сьонский.

### Правление Дагоберта II

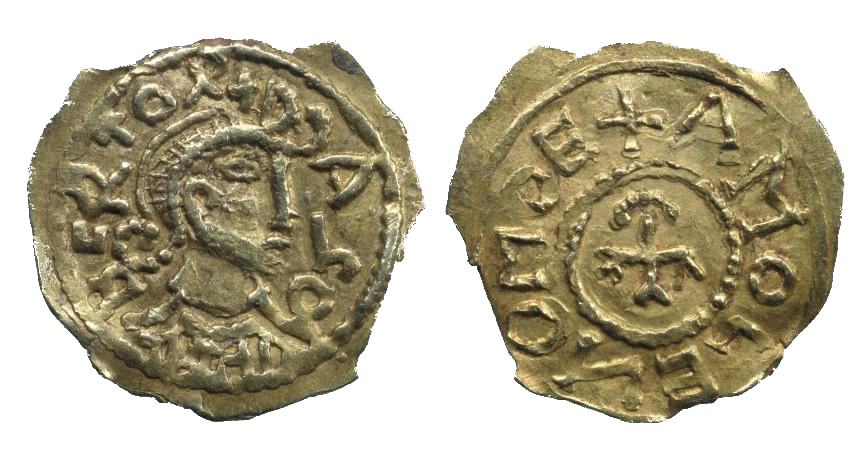
Тремисс Дагоберта II.

Дагоберт хотя формально и причислен к «Ленивым королям», сев на трон не стал королём-бездельником, но, напротив, показал себя достойным наследником Хлодвига. Быстро освоившись, он укрепил свою власть, положил конец анархии в королевстве и употребил все силы на то, чтобы установить в нём порядок. Он правил жестко и подчинил себе бунтующую знать, достаточно сильную в экономическом и военном плане, чтобы сопротивляться трону. Наконец, говорят, что он собрал в Ренн-ле-Шато бесценные сокровища, предназначенные для завоевания Аквитании, которая ускользнула от опеки Меровингов около 40 лет тому назад и стала независимым государством. Но если Уилфрид Йоркский ждал от нового короля Австразии, что тот станет защитником Церкви, то он был жестоко разочарован, ибо Дагоберт не сделал в этом направлении ничего. Напротив, он, казалось, даже попытался затормозить все попытки римской экспансии внутри своего королевства, явно провоцируя ярость церковных властей, не лишенную, впрочем, основания. На этот счёт существует письмо французского прелата, горько жалующегося Уилфриду на налоги, которые поднял Дагоберт, «презрев Церкви Божии и их епископов». У Дагоберта уже было три дочери от первого брака, но не было наследника, и вот вторая жена родила ему ещё двух дочерей, а затем, в 676 году, сына, Сигиберта.

### Убийство Дагоберта II

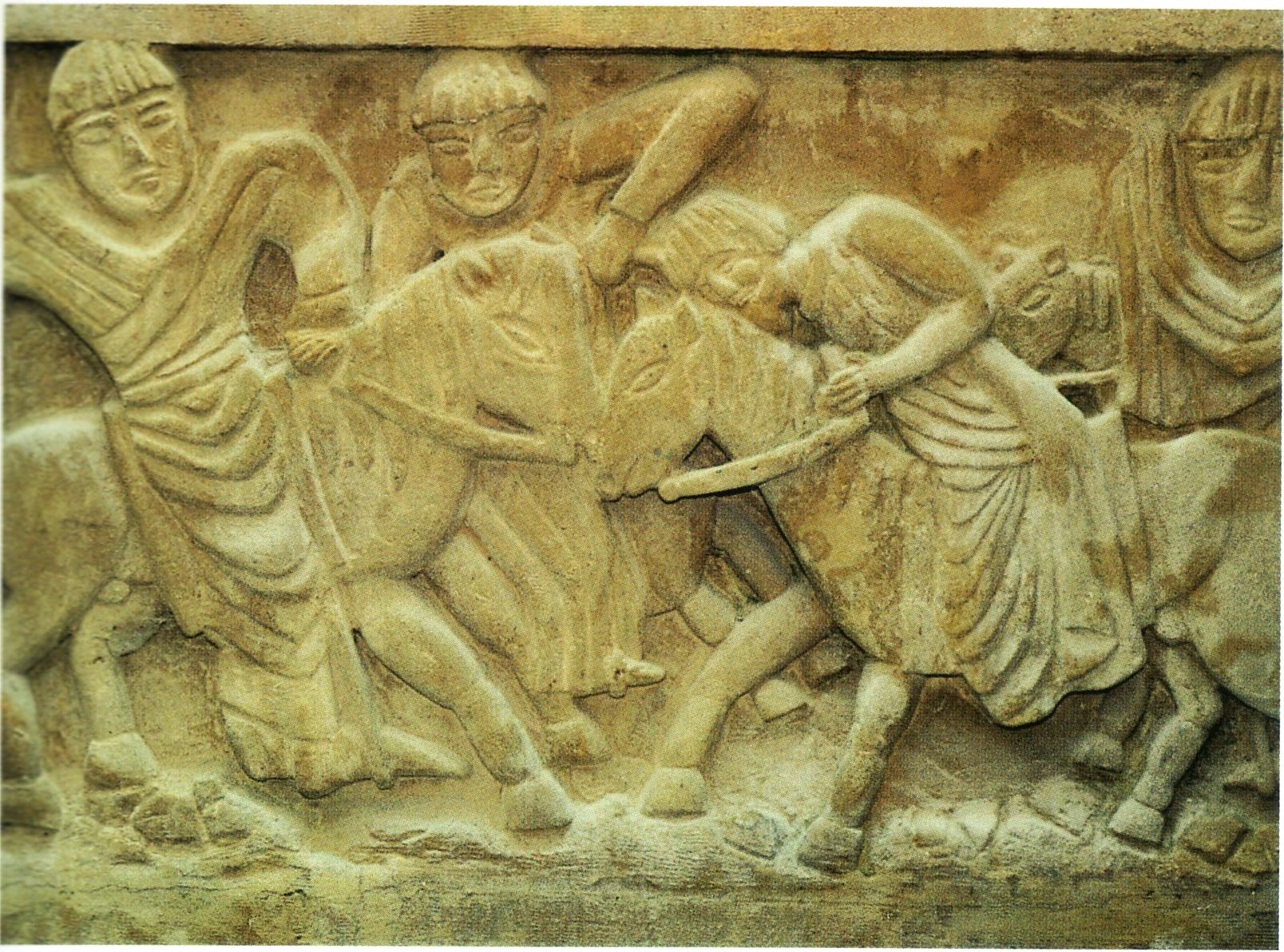
Мученическая смерть Дагоберта II.

Считают, что Дагоберт пал жертвой заговора знати. В 679 году после трех лет царствования, Дагоберт уже успел нажить себе значительное число врагов, как светских, так и религиозных. Во-первых, это была знать, попытки которой обрести независимость, он энергично обуздал; во-вторых, Церковь, экспансии которой он явно препятствовал. Что же касается франкских правителей в соседних государствах, то они одновременно опасались и завидовали сильному и централизованному режиму. 23 декабря 679 года Дагоберт отправился на охоту в лесу Вевр вблизи Вердена (северо-восточная Франция). Падая от усталости, около полудня король лег около ручья, под деревом, и заснул. Во время сна один из его слуг — как говорят, это был его крестник — украдкой подобрался к нему и убил его ударом копья в глаз. Очевидно, он действовал по приказу майордома Эброина. Он был погребен в церкви Сен-Реми в Стене-сюр-Мёз (близ Вердена). О судьбе его сына Сигиберта ничего не известно.
Его могила была обнаружена в 872 году, и Дагоберт II был канонизирован в Дузи 10 сентября 872 года столичным церковным собором. Причислен Римско-Католической церковью к лику святых (день памяти — 23 декабря). Святого Дагоберта II почитают как: покровителя украденных детей, королей, сирот, родителей больших семей.